# Nicolás Antonio de Arredondo
Nicolás Antonio Arredondo Pelegrín (Bárcena de Cicero, 17 de abril de 1726 - Madrid, 4 de abril de 1802) fue un militar y político español que ocupó el cargo de virrey del Río de la Plata.

## Biografía
Participó en las guerras de Italia, donde ganó prestigio como militar llegando a ser funcionario real. Luego, fue enviado a América, donde desempeñó cargos políticos en Cuba.
Posteriormente fue enviado al Río de la Plata, siendo gobernador de la Gobernación de La Plata, en el Alto Perú. Tras finalizar su mandato  fue designado por el rey como virrey del Río de la Plata en 1789.
Sus obras principales fueron la continuación del empedrado de Buenos Aires, la capital virreinal, y la fortificación de la ciudad de Montevideo. Creó consejos vecinales y cuerpos de policías. Se manifestó también a favor de la creación del Consulado de Buenos Aires. Además mejoró las minas de plata, impulsó la ganadería y resolvió los conflictos entre estancieros y comerciantes.
En 1794 consiguió que se instalara el Consulado Real, que funcionaba a modo de tribunal comercial, con el fin de evitar el contrabando y otras prácticas ilegales.
Tras dimitir en 1795 regresó a España, donde fue nombrado Capitán General de Valencia, cargo que ocupó hasta su muerte en 1802.